# Labarrus madagassicus
Labarrus madagassicus är en skalbaggsart som beskrevs av Rudolph Petrovitz 1961. Labarrus madagassicus ingår i släktet Labarrus och familjen Aphodiidae. Inga underarter finns listade i Catalogue of Life.